# Bayangovi
Le sum de  Bayangovi (mongol : ᠪᠠᠶ᠋ᠠᠩᠭ᠋ᠣᠪᠢ
ᠰᠤᠮᠤ, cyrillique : Баянговь сум, MNS : Bayangovi sum) est situé dans l'aimag (ligue) de Bayankhongor, en Mongolie.